# Lukas Diedrich
Lukas Diedrich (* 28. Februar 2000) ist ein deutscher Handballspieler.

## Karriere

### Im Verein
Lukas Diedrich spielte zunächst in der Jugend für die HSG Rhumetal und die Eintracht Hildesheim, bevor er 2015 in die Jugend des SC Magdeburg wechselte. Hier lief er zudem für die 2. Mannschaft in der 3. Liga auf. 2020 wechselte er zum Bundesligaaufsteiger TUSEM Essen. Nach einer Saison stieg er mit Essen wieder ab und spielte daraufhin in der 2. Bundesliga. In der Saison 2022/23 konnte er 306 Paraden und eine Paraden-Quote von 32,2 % verzeichnen. Zur Saison 2024/25 wechselte er zum Erstligaabsteiger Bergischer HC.

### In Auswahlmannschaften
Mit der deutschen Jugendnationalmannschaft gewann er beim Europäischen Olympischen Sommer-Jugendfestival 2017 die Goldmedaille und belegte bei der U19-Weltmeisterschaft 2019 den 2. Platz.